# Lochgelly
Lochgelly (gael. Loch Geallaidh) – miasto w środkowo-wschodniej Szkocji, w jednostce administracyjnej (council area) i hrabstwie historycznym Fife, położone na wzniesieniu pomiędzy jeziorami Loch Ore i Loch Gelly. W 2022 roku liczyło 7146 mieszkańców.
Miejscowość istnieje co najmniej od XVII wieku. W 1876 roku uzyskała status burgh. Miasto rozwinęło się w XIX wieku jako ośrodek wydobycia węgla i żelaza oraz hutnictwa. Huta została zamknięta przed końcem XIX wieku wraz z wyczerpaniem okolicznych złóż żelaza. Górnictwo węgla prowadzono do lat 60. XX wieku.
Lochgelly jest najwyżej położoną miejscowością w hrabstwie Fife (nieco ponad 150 m n.p.m.). Znajduje się tu stacja kolejowa, otwarta w 1849 roku.